# Veli Deva
Veli Deva, född 1923, kosovansk politiker under den kommunistiska eran.
Veli Deva anslöt sig till det albanska kommunistpartiet under sin vistelse i Albanien 1941-43. När han återvände till Kosovo deltog han i partisanerans frihetskrig. Efter kriget utexaminerades han från handelsskolor och nådde höga poster inom den kommunist-jugoslaviska statsapparaten. Han var ledare för Kosovos kommunistparti från och med 1965 till och med 1971 samt under åren 1981-82. Som politiker var han medlem i Kosovos verkställande organ och ledamot i Jugoslaviens federala parlament samt valdes till det jugoslaviska presidentämbetet år 1971.